# Tagrende
En tagrende er en vandret rende, hvis funktion er at opsamle regnvand fra tag. Uden tagrende løber vandet ud over tagkanten og kan gøre skade på husets vægge og fundament (systemet anvendes også for at opsamle vand). Vandet i tagrenderne løber til nedløbsrør.
| Arkitektur | Spire Denne arkitekturartikel er en spire som bør udbygges. Du er velkommen til at hjælpe Wikipedia ved at udvide den. |